# Martín de Zalba
Martín de Zalba (Pamplona, c. 1337 - Salon-de-Provence, 18 de octubre de 1403) fue un obispo de Pamplona y el primero, según se tiene noticias, en ser revestido con la púrpura de cardenal, con el título de san Lorenzo en Lucina y canciller del reino de Navarra (1376-1397). Fue uno de los contribuyentes a la reconstrucción de la catedral de Pamplona costeando la capilla de San Martín.

## Biografía

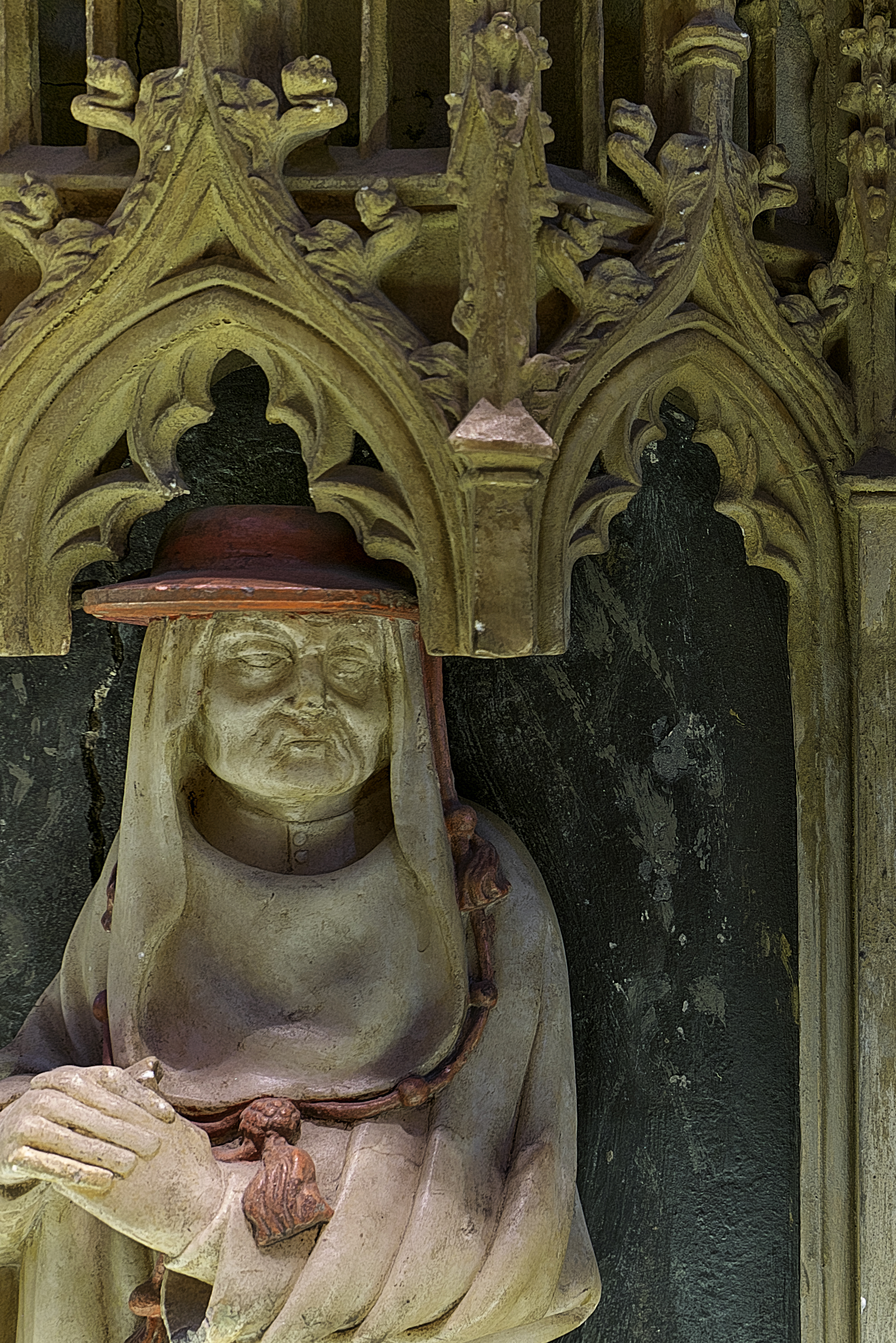
Martín de Zalba. Sepulcro de Carlos III de Navarra y Leonor de Castilla (Catedral de Pamplona)

Nacido en Pamplona, su familia disfrutaría de una posición acomodada. Consagrado a una vida eclesiástica, su primera formación canónica la recibió en la Escuela Catedral de Pamplona.
Estudió derecho en las universidades de Toulouse, Bolonia y Aviñón; en esta última, con 28 años, se doctoró en cánones. Fue nombrado vicario general en el obispado de Dax bajo cuya diócesis se situaba la mayor parte de la Navarra de Ultrapuertos. Hacia 1375 se traslada desde Dax a Agen y asume la cátedra de Derecho en la misma Universidad de Aviñón donde había estudiado. Conocedor de su valía, el papa Gregorio XI lo llama y nombra refrendario en la Curia Pontificia.
Fue nombrado Deán de Tudela en 1373 y en 1377 quedó vacía la sede de Pamplona y Gregorio lo nombró para ocuparla el 16 de diciembre de 1377.
Poco antes de morir, Gregorio XI había trasladado la sede papal desde Aviñón a Roma. A su muerte, los cardenales eligieron papa, en marzo de 1378, a un italiano, Bartolomeo de Prignano, que tomó el nombre de Urbano VI, elección que Zalba, desde su puesto en la Curia había apoyado. Pero al poco de su elección, el papa quiso reformar ciertos usos de la Iglesia, y como cuenta Fernández Pérez:

...hizo Urbano VI una exhortación en que reprendió públicamente á los obispos que estaban presentes tratándolos de perjuros porque habían desamparado sus Iglesias para residir en su Corte. Todos callaron á esta reprensión, excepto el obispo de Pamplona que, alzando la voz, respondió al Pontífice: "yo no soy perjuro; yo no asisto en la Corte por mi interés particular sino por la utilidad pública; pronto estoy á retirarme y marcharme á mi Iglesia". Con cuya respuesta quiso dar en rostro tácitamente al Papa por la imprudencia de su reprensión.

Pero no paró en esto; muchos de los cardenales descontentos con ella se salieron de Roma para Fundi y con ellos el obispo de Pamplona, quien picado contra el Papa Urbano, fue el que con más tesón empezó á declararse contra su elección y excitó vivamente a los cardenales á que eligiesen otro Papa, como en efecto lo hicieron.

Así pues, los cardenales se reunieron y nombraron sumo pontífice, el 20 de septiembre a Roberto de Ginebra con el nombre de Clemente VII que volvió a poner su sede en Aviñón. Y de esta manera empezó el Cisma de Occidente.
Tras la elección, Zalba fue a su sede de Pamplona, en parte para intentar convencer al rey de Navarra, Carlos II de que aceptase el nuevo papa de Aviñón y en parte para recuperar ciertas rentas del obispado que en sus ausencias le habían sido quitadas. El rey, como los de Aragón y Castilla, prefirió no involucrarse en el asunto papal y quedó a la espera de ver cómo se resolvía, hasta su muerte, el primero de enero de 1386. Le sucedió su hijo, Carlos III apodado el Noble. Parece que la coronación del rey se retrasó durante tres años, porque los obispos, encabezados por Zalba, le exigían como condición que se decidiese por uno de los papas, no queriendo hacerlo a pesar de que le fue enviado, como legado de Clemente, don Pedro de Luna. Por fin, Zalba consiguió la declaración del rey a favor de Clemente VII en 1389, celebrándose a continuación la coronación.
Agradecido, el papa Clemente VII nombró cardenal de S. Lorenzo in Lucina a Zalba el 21 de julio de 1390 con retención de la administración de la Iglesia de Pamplona en lo espiritual y temporal. Luego de su capelo, Mártín de Zalba salió para Aviñón donde residió el resto de sus días.
Cuando fue coronado papa Pedro de Luna (1394), que tomó el nombre de Benedicto XIII, Zalba fue uno de sus cardenales más fieles, hasta el punto de ser casi el único que no lo abandonó y organizó la huida del papa desde Aviñón a Peñiscola.
En 1403, el día 18 de octubre, don Martin de Zalba moría en Salon, población de la provincia de Narbona en Provenza. Fue enterrado en la Cartuja de Bonpas en Caumont-sur-Durance (Vaucluse).

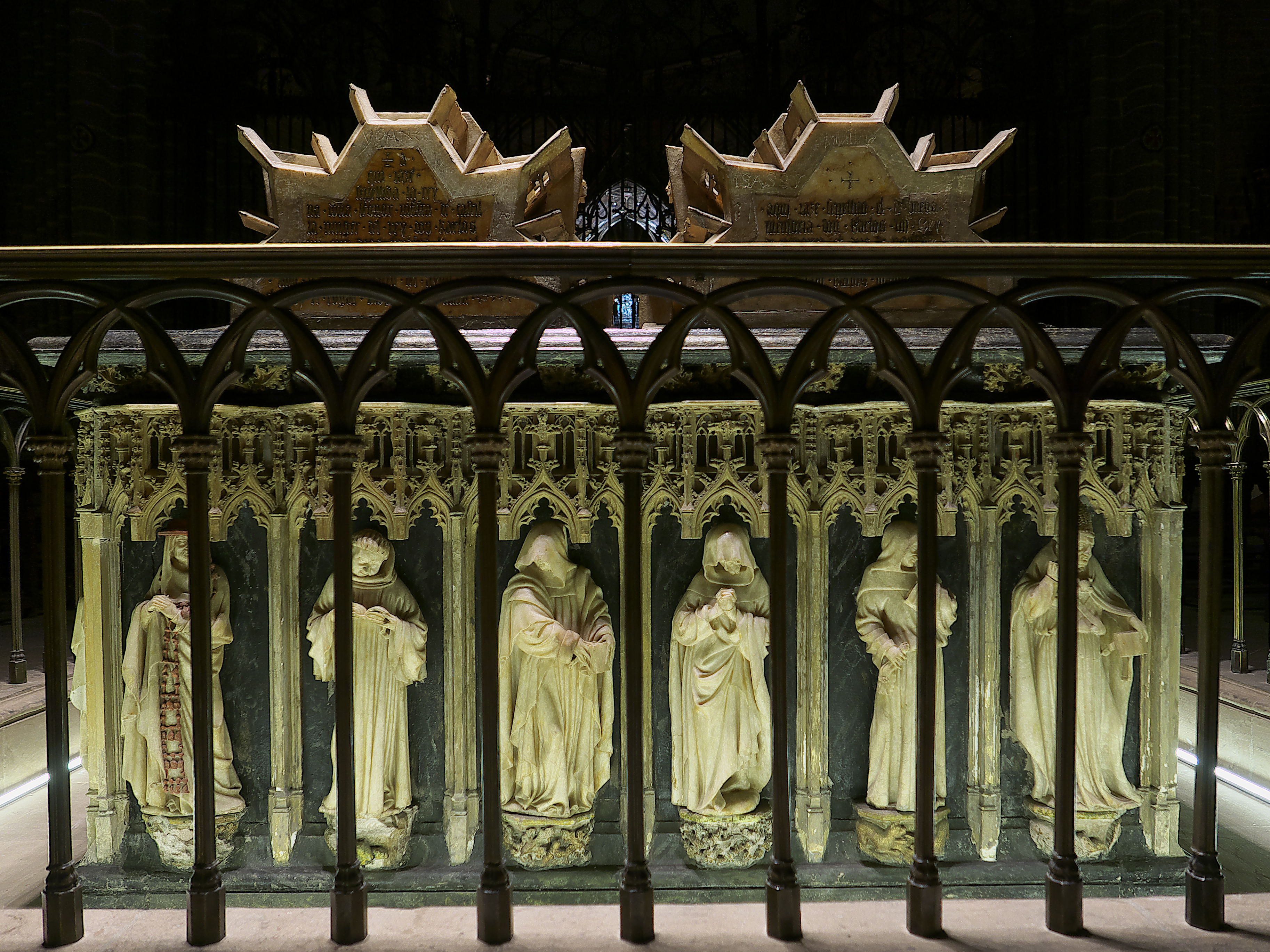
Se identifica con Martín de Zalba al cardenal representado a la izquierda. Tumba real de Carlos III de Navarra y Leonor de Castilla (Catedral de Pamplona)

| Predecesor: Bernart de Folcaut | Obispo de Pamplona 16 de diciembre de 1377 - 21 de julio de 1390                     | Sucesor: Martín de Zalba (Administrador) |
| Predecesor: Martín de Zalba    | Administrador de la diócesis de Pamplona 21 de julio de 1390 - 18 de octubre de 1403 | Sucesor: Miguel de Zalba (Administrador) |
| Predecesor: Pierre de Sortenac | Cardenal de San Lorenzo in Lucina 1390 - 1403                                        | Sucesor: Luca Manzoli                    |